# Vytshegdosuchus
Vytshegdosuchus is een geslacht van uitgestorven paracrocodylomorfe Archosauria, bekend uit het Vroeg-Trias (Laat-Olenekien) van het Yarenskian Gorizont van de republiek Komi uit het Europese gebied van Rusland. Het bevat als enige soort Vytshegdosuchus zheshartensis. Vytshegdosuchus werd in 1988 benoemd door Andreii Sennikov.

## Beschrijving
Vytshegdosuchus werd oorspronkelijk toegewezen aan de Rauisuchidae op basis van vergelijkingen met Loricata zoals Rauisuchus, Saurosuchus en Arganasuchus. Gower en Sennikov (2000), die de diagnose opnieuw bekeken, concentreerden zich op het holotype, een darmbeen. Het werd beschermd door een verdikte rugkam boven van de supra-acetabulaire kam, wat volgens Nesbitt (2009) een kenmerk is dat alleen bij veel paracrocodylomorfen voorkomt. Hoewel het geslacht volgens Sennikov (1988) een kenmerk toont dat niet aanwezig is in deze paracrocodylomorfen, het voorblad van het darmbeen kromt naar binnen aan het voorste uiteinde, vertoont een darmbeen (SAM-PK-11753) van de Lifua-afzetting van de Manda-formatie uit het Anisien een identiek kenmerk. Het aan Vytshegdosuchus toegewezen dijbeen komt overeen met de proterosuchiden Euparkeria en Archosauria, aangezien het volgens Gower en Sennikov (2000) geen groeve tussen de trochanter major en trochanter minor heeft en een lage vierde trochanter. Bovendien heeft het dijbeen een groef op het bovenste gewrichtsvlak, een toestand die wordt aangetroffen bij paracrocodylomorfen, evenals bij sommige Dinosauriformes. Het ontbreken van een duidelijke bult op de voorste binnenkant van het bovenste uiteinde van het dijbeen wordt gevonden bij bijna alle voorouderlijke Archosauria. Dus zowel het darmbeen als het dijbeen dragen kenmerken die alleen aanwezig zijn in Archosauria, ongeacht hun associatie. Daarom suggereerde Nesbitt (2009) dat Vytshegdosuchus een archosauriër is die kan worden toegeschreven aan de Paracrocodylomorpha.

## Ontdekking
Vytshegdosuchus is bekend van het holotype PIN 3361/134, een rechterdarmbeen, en mogelijk van het paratype PIN 3361/127, een gedeeltelijk dijbeen. Deze exemplaren werden verzameld uit de Parotosuchus-fauna van de Upper Yarenskian Gorizont, in de Zheshart-vindplaats langs de rivier Vychegda in het Aikino-district van de republiek Komi. Een pterygoïde en postcraniaal materiaal uit de Gam-vindplaats, een halswervel (PIN 3369/139) uit een andere vindplaats en postcrania uit de Mezhog-vindplaats werden ook toegewezen aan Vytshegdosuchus door Sennikov (1999). Nesbitt (2009) betoogde dat de exemplaren die toegewezen zijn naar Vytshegdosuchus niet ondubbelzinnig bij dat taxon kunnen worden ondergebracht, aangezien deze vindplaatsen goed van elkaar gescheiden zijn en de botten geïsoleerd werden gevonden. Vytshegdosuchus komt voor met de erythrosuchiër Garjainia en de mogelijke proterosuchiër Gamosaurus en toont aan dat er een duidelijke tijdelijke overlap was met paracrocodylomorfe archosauria en ten minste erythrosuchiërs zoals eerder voorspeld door fylogenetische analyses. Een soortgelijke fauna is aanwezig in de Heshanggou-formatie van China, die dateert uit het late Vroeg- en mogelijk vroege Midden-Trias, zoals blijkt uit het gelijktijdig voorkomen van de basale erythrosuchiër Fugusuchus en de poposauroïde Xilousuchus.
Het holotype van Vytshegdosuchus is ook het oudste materiaal dat momenteel wordt beschouwd als behorend tot Archosauria uit Rusland en het enige uit het Vroeg-Trias. Bovendien plaatste een exacte fylogenetische analyse, uitgevoerd door Nesbitt (2011) het in de Paracrocodylomorpha. De Yarenskian Gorizont wordt algemeen beschouwd als laat Olenekien in leeftijd op basis van palynologie en de aanwezigheid van de kenmerkende temnospondyle Parotosuchus uit het Olenekien. Parotosuchus komt ook voor in Duitsland binnen drie formaties van het Midden-Buntsandstein en is daarom grotendeels van Olenekische leeftijd en wordt beschouwd als een indextaxon voor deze lagen. Vytshegdosuchus komt uit het Gamskien, het bovenste biochron van de Yarenskian Gorizont en is daarom mogelijk het laatste Olenekien in leeftijd en ongeveer gelijktijdig met de poposauroïde Ctenosauriscus.